# Janez Volčič
Janez Volčič, slovenski duhovnik in nabožni pisatelj, * 27. april 1825, Gabrovo, † 14. december 1887, Šmarjeta.

## Življenje in delo
Rodil se je očetu Lovrencu in materi Mariji. Nazadnje župnik v Šmarjeti pri Novem mestu, kjer je umrl 14. decembra 1887. Prirejal je molitvenike, knjige nabožne vsebine, ljudskovzgojne brošure in napisal monografijo o zgodovini svoje poslednje fare. Poskušal se je tudi v nabožni poeziji.
Kratka bibliografija:
- Žganju slovó! vojskó! : škodljivost žganja v pogovoru (COBISS)
- Šmarnice Maríi Materi naši darovane, ali Počeševanje Matere Božje v mescu velikim travnu (COBISS)
- Svete pesmi : tretje bukvice (COBISS)
- Slovenski rómar : koledar v poduk in kratek čas (COBISS)
- Vert nebéški, pobožnim Slovencam darovan : bukve lepih molitev in naukov (COBISS)
- Vertec nebeški, ali molitevne bukvice za pobožne Slovence (COBISS)
- Razlaganje keršanskega katoliškega nauka (COBISS)
- Sveti Hermagora, slovenski apostelj (COBISS)
- Petdeset zdihljejev k Mariji Devici, k naši ljubi Gospej presvetega Serca, ktere je zapisal v spomin peindvajsetletnice svojega mašnikovega posvečevanja Janez Volčič (COBISS)